# Gniewkowice
Gniewkowice (tyska Annahof) är en ortsdel i byn Chróścielów i Opole vojvodskap i södra Polen.